# Fraunhoferlijnen
Fraunhoferlijnen zijn donkere lijnen in een absorptiespectrum. In het spectrum van zonlicht zijn Fraunhoferlijnen zichtbaar als scherpe pieken die een lagere lichtintensiteit hebben dan het omliggende golflengtegebied.

## Ontdekking
Dergelijke lijnen werden voor het eerst waargenomen in 1802 door de chemicus William Hyde Wollaston in het spectrum van de zon. In 1814 werden ze herontdekt door de Duitse natuurkundige Joseph von Fraunhofer (1787-1826), die ze intensief bestudeerd heeft. Hij ontdekte dat de gele natriumlijnen (D) uit een kaarsvlam ook in het spectrum van de zon voorkomen. Hij zag zo'n 700 duidelijk zwart afgetekende lijnen in het spectrum. Gustav Kirchhoff gaf in 1859 samen met Robert Bunsen de eerste verklaring voor deze 'Fraunhoferlijnen': de kern van de zon zendt alle mogelijke straling uit, de buitenste laag absorbeert die en zendt die weer uit, maar niet ieder type straling wordt op dezelfde wijze geabsorbeerd en uitgezonden. Er werd een link gelegd tussen deze lijnen en de spectraallijnen van de chemische elementen. 
De absorptie van licht door gassen zoals O2 in de atmosfeer verklaart een deel van de lijnen. Andere lijnen (bijvoorbeeld de waterstoflijnen) ontstaan door de absorptie van licht in de fotosfeer van de zon.

## Een overzicht van de belangrijkste Fraunhoferlijnen
| Symbool | Element | Golflengte (nm) |    | Symbool | Element | Golflengte (nm) |
| y       | O2      | 898,765         | c  | Fe      | 495,761 |                 |
| Z       | O2      | 822,696         | F  | H β     | 486,134 |                 |
| A       | O2      | 759,370         | d  | Fe      | 466,814 |                 |
| B       | O2      | 686,719         | e  | Fe      | 438,355 |                 |
| C       | H α     | 656,281         | G' | H γ     | 434,047 |                 |
| a       | O2      | 627,661         | G  | Fe      | 430,790 |                 |
| D1      | Na      | 589,594         | G  | Ca      | 430,774 |                 |
| D2      | Na      | 588,997         | h  | H δ     | 410,175 |                 |
| D3      | He      | 587,565         | H  | Ca+     | 396,847 |                 |
| E2      | Fe      | 527,039         | K  | Ca+     | 393,368 |                 |
| b1      | Mg      | 518,362         | L  | Fe      | 382,044 |                 |
| b2      | Mg      | 517,270         | N  | Fe      | 358,121 |                 |
| b3      | Fe      | 516,891         | P  | Ti+     | 336,112 |                 |
| b4      | Fe      | 516,751         | T  | Fe      | 302,108 |                 |
| b4      | Mg      | 516,733         | t  | Ni      | 299,444 |                 |

De C-, F-, G'- en h-lijnen komen overeen met de α-, β-, γ- en δ-lijnen van de Balmerreeks van het waterstofspectrum. De gele D1- en D2-lijnen komen overeen met het natrium D-doublet dat een centrale golflengte van 589,29 nm heeft. Er moet echter opgemerkt worden dat er voor sommige Fraunhoferlijnen geen overeenkomst is in de literatuur voor het symbool. Zo kan de Fraunhofer-d-lijn niet alleen met de 466,814 nm-lijn van ijzer overeenkomen, maar ook met de gele heliumlijn bij 587,5618 nm (alternatief aangeduid met D3). Er is eveneens een probleem met de e-lijn, die kan verwijzen naar spectrale lijnen van ijzer en kwik. Om discussie te vermijden plaatst men het symbool van het atoom voor de betwiste notaties (bijvoorbeeld Hg-e-lijn).
Omdat Fraunhoferlijnen een goed gedefinieerde golflengte hebben, worden ze dikwijls gebruikt voor het karakteriseren van de brekingsindex en dispersie-eigenschappen van optische materialen.

## Helium
Het element helium is het eerst ontdekt in de Fraunhoferlijnen van de zon. Het zonnespectrum bleek lijnen te bevatten, die niet door een toen bekend element veroorzaakt konden worden. Dit element heeft men naar de zon (Helios) genoemd. Helium is pas later op aarde gevonden.